# Tercera Estrella de la Juventus
Tercera Estrella de la Juventus es un caso del Fútbol italiano que discute la legitimidad de los treinta campeonatos ganados por la Juventus. El caso Calciopoli rige que para el 2012 la Juventus  sólo poseía veintiocho títulos válidos debido al escándalo de 2006.
Actualmente, la Juventus ha ganado por sus méritos 36 campeonatos que le validan de manera legal y justa su tercera estrella, que debiera portar en la camiseta a partir de la temporada 2014/2015.

## Historia
Después de la temporada 2005/2006 de la Serie A, la Juventus logra el bicampeonato logrando de esta manera el vigésimo-noveno Scudetto en su historia. Pero tras investigaciones, se hace público el escándalo conocido como el Calciopoli que acusa a equipos como el AC Milan, Fiorentina, S.S. Lazio, Regina y la Juventus  de fraudes arbitrales en los partidos durante las temporadas de 2005 y 2006. Al final del caso la Juventus fue sancionada con la eliminación de sus últimos dos campeonatos 2004/2005 y 2005/2006 y fue relegada a la Serie B. De esta manera para el año 2011 la juventus contaría con dos estrellas plasmadas en su camiseta debido a que sólo se le reconocen veintisiete campeonatos de liga.

## Situación de las Estrellas en el fútbol italiano
El fútbol italiano posee la tradición de colocar una estrella de oro al mérito deportivo encima de los escudos de los equipos de la liga a todos aquellos clubes que hayan ganado más de 10 campeonatos; se puede ver amplia-mente en los escudos del Inter de Milán o del AC Milan. Si el club ha ganado más de 20 campeonatos se accederá a colocarle una segunda estrella; tal es el caso único de la Juventus que al haber ganado 36 títulos en su escudo posee 3 estrellas.

## Problema
La Juventus  se proclamó campeón de la temporada 2011/2012 y de esta manera su campeonato 28 del calcio; pero reclama haber ganado 30 campeonatos de liga en la Serie A, lo que le supondría una tercera estrella en su escudo. El problema radica en que el escándalo del Calciopoli y la FIGC sólo le reconocen 28 títulos. Los hinchas y el presidente del club alegan haber ganado 30 títulos según afirmó a la prensa. Tras el fin de la temporada 2011/2012, la Juventus presentó la nueva camiseta suplente que vestirán los jugadores para la temporada 2012/2013 y esta no posee las estrellas de oro al mérito deportivo pero se colocará bajo el escudo el lema "30 sul campo" que significa 30 en el campo, alegando que en el estadio la Juventus ganó 30 campeonatos. Los socios de la Juventus, sus hinchas y muchos medios en general alegan que el club más exitoso de Italia merece llevar la tercera estrella pero por los momentos aun está en discusión.